# متنزه بكين العالمي
متنزه بكين العالمي	 هو متنزه يقدم للزوار رؤية العالم دون الحاجة إلى السفر . يغطي المتنزه 46.7 هكتار ويقع في منطقة فنغتاي في جنوب غرب بكين على بعد حوالي 17 كم من تيانانمن وسط المدينة، وعلى بعد 40 كم من مطار العاصمة الدولي. افتتح المتنزه عام 1993 وله القدرة على أن يستقبل 1.5 مليون زائر سنويًا. 

## نبذه عن المتنزه
يحتوي المتنزه على نماذج مصغرة لنحو 100 تمثال من أشهر التماثيل في العالم مثل تمثال الحرية الأمريكي، و تمثال حورية البحر الصغيرة في كوبنهاغن، وتمثال داود للفنان مايكل آنجلو، و تمثال فينوس دي ميلو وتماثيل المواي وبوابة عشتار . 
وأيضا مباني مصغرة لأشهر المباني في العالم مثل برج إيفل ،و كاتدرائية القديس باسيل، و دار أوبرا سيدني، و سور الصين العظيم وآثار ستونهنج ومبنى الكونغرس الأمريكي ومدرج الكولوسيوم
و يتميز المتنزه بالمساحات الخضراء الكبيرة والأشجار وحدائق الورود.
خلال دورة الألعاب الأولمبية الصيفية لعام 2008، تم اختياره كأحد مناطق حرية التعبير.

### بعض المعالم الدولية المميزة في متنزه بكين العالمي
- أهرام الجيزة
- فنار الإسكندرية
- أبو الهول
- برج إيفل
- قوس النصر (باريس)
- كاتدرائية نوتردام دو باري (باريس)
- تاج محل
- برج بيزا المائل
- طاحونة هوائية هولندية
- بيغ بن
- تمثال الحرية

## وصلات خارجية
- Official Site for Beijing World Park (بالصينية)
- As a tourist attraction on the 2008 Olympic's website
- Review of The World, the film, from the New York Times